# San José de Miranda (kommun)
San José de Miranda är en kommun i Colombia.   Den ligger i departementet Santander, i den centrala delen av landet, 270 km nordost om huvudstaden Bogotá. Antalet invånare är 4 855. Arean är 85 kvadratkilometer.
Terrängen i San José de Miranda är huvudsakligen bergig, men söderut är den kuperad.